# Taeniotriccus andrei
Taeniotriccus andrei е вид птица от семейство Tyrannidae, единствен представител на род Taeniotriccus.

## Разпространение
Видът е разпространен в Бразилия, Венецуела и Суринам.